# Марія Катерина Брауншвейг-Данненберзька
Марія Катерина Брауншвейг-Данненберзька (нім. Marie Katharina von Braunschweig-Dannenberg, 10 червня 1616 — 1 липня 1665) — принцеса Брауншвейг-Данненберзька з роду Вельфів, донька герцога Браушвейзького князя Данненбергу Юлія Ернста та графині Марії Східно-Фрісландської, друга дружина герцога Мекленбург-Шверінського Адольфа Фрідріха I.

## Біографія
Марія Катерина народилась 10 червня 1616 року у Данненберзі. Була єдиною вижившею дитиною в родині герцога Браушвейзького князя Данненбергу Юлія Ернста та його першої дружини Марії Східно-Фрісландської, яка тоді ж померла пологами. Старший брат пішов з життя немовлям до її народження.
Батько наступного року оженився вдруге із Сибіллою Брауншвейг-Люнебурзькою. Виживших дітей від цього союзу не було.
У 18 років стала дружиною 46-річного герцога Мекленбург-Шверіну Адольфа Фрідріха I. Весілля відбулося 25 лютого 1635 року у Шверіні. Для нареченого це був другий шлюб. Перша дружина померла за рік до цього, залишивши йому шістьох малолітніх дітей. У подружжя народилося одинадцятеро спільних нащадків.
Найменший син з'явився на світ за вісім місяців після смерті чоловіка у лютому 1658 року.
Герцогиня пішла з життя 1 липня 1665 року у Грабові. Була похована у замковій кірсі Грабова. У 1725 році, після пожежі, що знищила більшу частину міста, її перепоховали у церкві Святого Миколая у Шверіні.

## Родина
Чоловік —  Адольф Фрідріх I, герцог Мекленбург-Шверінський
Діти:
- Юліана Сибілла (1636—1701) — настоятелька Рюнського монастиря у 1695—1701 роках, одружена не була, дітей не мала;
- Фрідріх (1638—1688) був одружений з Крістіною Вільгельміною Гессен-Гомбурзькою, мав четверо дітей;
- Крістіна (1639—1693) — настоятелька Гандерсгаймського монастиря у 1681—1693 роках, одружена не була, дітей не мала;
- Бернгард Зіґмунд (нар. та пом. 1641) помер немовлям;
- Августа (1643—1644) — померла немовлям;
- Марія Єлизавета (1646—1713) — настоятелька Рюнського монастиря у 1705—1713 роках, Гандерсгаймського монастиря у 1712—1713 роках, одружена не була, дітей не мала;
- Анна Софія (1647—1726) — дружина герцога Вюртемберг-Юліусбурзького Юлія Зіґмунда, мала трьох дітей;
- Адольф Ернст  (1650—1651) помер немовлям;
- Філіп Людвіг (1652—1655) прожив 3 роки;
- Генріх Вільгельм (нар. та пом. 1653) помер немовлям;
- Адольф Фрідріх (1658—1708) — герцог Мекленбург-Штреліцький у 1701—1708 роках, був тричі одруженим, мав семеро дітей.